# Oxyopes kovacsi
Oxyopes kovacsi là một loài nhện trong họ Oxyopidae.
Loài này thuộc chi Oxyopes. Oxyopes kovacsi được Lodovico di Caporiacco miêu tả năm 1947.